# 国際声優コンテスト「声優魂」
国際声優コンテスト「声優魂」（こくさいせいゆうコンテスト「せいゆうだましい」）は、一般社団法人国際声優育成協会が主催する声優コンテスト。通称は「声魂（せいだま）」。

## 概要
声優業界を目指す新たな才能の発掘、支援及び育成を行い、多くの人材が活躍可能な声優業界の振興を目指すことを目的に2012年9月、主催団体となる一般社団法人国際声優育成協会が東京都渋谷区笹塚に設立。
国内外からの一般公募からファイナリストが参加し、2013年3月に全日本声優コンテスト「声優魂」第一回大会 が開催。以後、毎年開催されている声優コンテスト。五回大会から名称を現在の国際声優コンテスト「声優魂」に変更。
応募対象は国内部門は中高生を、国際部門は中学1年生相当以上となっている。なお、第一回大会より特別審査員に永井豪が就任している。

## 各大会概要

### 第一回大会
- 最終審査開催日：2013年3月23日
- 最終審査会場：東京国際アニメフェア2013（東京国際展示場）
- 応募：1220名
- アフレコ審査課題作品：「鉄腕アトム」
- 審査員：小山悟、千葉繁、長崎行男、百田英生、熊谷玄典、角南攻
- ゲスト等：江口拓也（プレゼンター）、長谷川杏里（進行）

#### 受賞者

##### 声優部門 国内カテゴリー
- グランプリ：佐藤奈々珠[2]
- 準グランプリ：小田切優衣、長友みなみ
- 入選：新井馨矢、井上まり、加藤隆志、古賀晶子、首藤志奈、白井麻彩、鈴木里奈、畠山さやか、日置真菜、比嘉良介、福西勝也、邉見静里奈、松永遼馬、村上茜、村田拓也

##### 声優部門 インターナショナルカテゴリー
- 優秀賞：李ダソム（韓国）、李孝眞（韓国）、李允貞（韓国）

##### シナリオ・原作部門
- 最優秀賞：田中里和 『りこちゃんとメロンパン』
- 優秀賞：光橋いぶき 『首』
- 奨励賞：中村円香 『とけるひかり』

### 第二回大会
- 最終審査開催日：2014年3月22日
- 最終審査会場：ニッポン放送 imagineスタジオ
- 応募：1242名
- 地方大会：鳥取、高知
- アフレコ審査課題作品：「Wake Up, Girls！」
- 審査員：小山悟、千葉繁、長崎行男、百田英生、熊谷玄典、角南攻、山下卓、山本寛、竹内宏彰
- ゲスト等：高木美佑、田中美海（プレゼンター）、長谷川杏里（進行）

#### 受賞者

##### 声優部門 国内カテゴリー
- 最優秀賞：宗像安室[3]
- 優秀賞：川井田夏海、西畑嵐
- 入賞：荒井智世、伊藤知優里・香川みなみ・亀井剛志、北山志帆、小亀未空、小山礼、首藤志奈、武田悠、春本直輝、福西勝也、矢田丹保、山下ゆめみ、山本美沙、山本弥生、若林由乃

##### 声優部門 インターナショナルカテゴリー
- 特別賞：周伯易（中国）
- 優秀賞：周伯易（中国）、李允貞（韓国）、ソニア・リュウ（カナダ）

##### シナリオ・原作部門　ストーリーカテゴリー
- 最優秀賞：深谷梨乃『ソクラテスと三日間の嘘』
- 奨励賞：金丸昂平『机上の恋論』、河野唯里『あの頃の僕等』
- 審査員応援賞：木田凪咲『時が止まった』
- 審査員応援賞：手嶋みずき『vivi』

##### シナリオ・絵本カテゴリー
- 奨励賞：宮嶋優衣『おにいちゃんのけしごむ』

### 第三回大会
- 最終審査開催日：2014年11月23日
- 最終審査会場：ニッポン放送 imagineスタジオ
- 応募：1,833
- 地方大会：鳥取、京都、高知、大阪、熊本
- アフレコ審査課題作品：「ハナヤマタ」
- 審査員：小山悟、千葉繁、長崎行男、百田英生、熊谷玄典、角南攻、山下卓、山本寛、竹内宏彰
- ゲスト等：上田麗奈、石川光太郎（進行）

#### 受賞者

##### 声優部門 国内カテゴリー
- 最優秀賞：堤雪菜[4]
- 優秀賞：多田啓太、丸山夢乃
- 入賞：石垣美咲子、石川龍磨、門脇七虹、首藤志奈、集貝はな、福山実優、片岡優良、指田のぞみ、田邊祐真、馬場翔太郎、遠藤愛里、栗崎梓、髙橋加津真、豊間根萌香、吉村美紀、貝谷さくら、小白川愛菜、武亮介、長谷川稜奈

##### 声優部門 インターナショナルカテゴリー
- 優秀賞：李允貞（韓国）、蒋玮（中国）、ソニア・リュウ（カナダ）

##### シナリオ・原作部門　原作カテゴリー
- 奨励賞：金丸昂平『MARRY・MARRY・BIRTHDAY』、藤原祥穂『恋人たちの聖なる夜に』

##### シナリオ・原作部門　絵本カテゴリー
- 奨励賞：江木 奈津恵『双子の想い』、小泉綾乃『ガーリャとママの特別な日』

### 第四回大会
- 最終審査開催日：2015年11月22日
- 最終審査会場：ゲートシティ大崎
- 応募：2109
- 地方・海外大会、イベント：鳥取、京都、高知、大阪、熊本、上海、洗足学園音楽大学（川崎）
- アフレコ審査課題作品：ログ・ホライズン
- 審査員：小山悟、千葉繁、長崎行男、百田英生、熊谷玄典、角南攻、山下卓、山本寛、竹内宏彰、長濱博史、野口和紀
- ゲスト等：三木眞一郎、石川光太郎（進行）

#### 受賞者

##### 声優部門 国内カテゴリー
- 最優秀賞：劉多彬[5]
- 優秀賞：武亮介、山田美鈴
- 入選：青木明日香、、遠藤愛里、田代慎 、大野満理奈、丹後晴名、、浜田祥平、香川みなみ、藤井環、倉島琴美、藤森ちひろ、小針彩希、、指田のぞみ、前田沙良、篠崎那月、水口優衣、瀧谷有紗

##### 声優部門 インターナショナルカテゴリー
- 優秀賞：李キップム（韓国）、李ダソム（韓国）、劉多彬

##### シナリオ・原作部門ストーリーカテゴリー
- 最優秀賞：幸田明子『キャンバス上の魔法使い』
- 優秀賞：中西悠歌『たとえ忘れてしまっても』
- 奨励賞：山口薫『ひきこもりすーぱーひーろー』
- 奨励賞：降籏唯『tu fui, ego eris』

##### シナリオ・原作部門　絵本カテゴリー
- 最優秀賞：庄子静香『ピンクのカエル』
- 優秀賞：吉成友輝『アリとタンポポ』

### 第五回大会
- 最終審査開催日：2016年11月13日
- 最終審査会場：ゲートシティ大崎
- 応募：1961
- 地方・海外大会、イベント：鳥取、京都、愛知、掛川、熊本、東北、上海、洗足学園音楽大学（川崎）
- アフレコ審査課題作品：この素晴らしい世界に祝福を!
- ゲスト等：山口勝平、中谷一博、林りんこ、多田啓太、若林由乃、石川光太郎（進行）
- 審査員：長崎行男、倉田雅世、南沢道義、野口和紀、百田英生

#### 受賞者

##### 声優部門 国内カテゴリー
- 最優秀賞：久住琳
- 優秀賞：成田知史、福田純梨[6]
- 入選：内川直起、大西寧々、加藤シルク、木村玲菜、久保りえ、黒澤侑季乃、小針彩希、佐野那南子、陳野乃愛、冨野寿莉阿、橋本りお、平川凜、福岡千晶、星野幸生、松浦美来、松河鈴奈、八木玲圭、渡邉慶太朗

##### 声優部門 インターナショナルカテゴリー
- 優秀賞：Jobert Jarson A .Angeles（フィリピン）、李知玟、Etienne Priscillia（フランス）

### 第六回大会
- 最終審査開催日：2017年11月17日
- 最終審査会場：ゲートシティ大崎
- 地方大会、イベント：鳥取、近畿（京都）、熊本、東北（仙台）、洗足学園音楽大学（川崎）
- アフレコ審査課題作品：アニメガタリズ
- ゲスト等：山口勝平、中谷一博・林りんこ、石川光太郎（MC）、佐野愛（MC）
- 審査員：長崎行男、倉田雅世、西名武、南沢道義、野口和紀、竹内宏彰、百田英生

#### 受賞者

##### 声優部門 国内カテゴリー
- 最優秀賞：木村美言
- 優秀賞：中村鈴々花、延次莉衣奈
- 入賞：青木萌夏、石沢翼、犬飼ここな、江藤歌純、大城夏海、岡島玲旺、河原希美、窪田真菜、小林凛太郎、佐藤かのん、佐藤ひかり、塩見柚葉、鈴木まどか、高田ひより、西川真由、更田明未、三浦さくら、三澤さくら、本泉昂起、吉田百花

##### 声優部門 インターナショナルカテゴリー
- 優秀賞：周幸余、DHIRALAKSH ORNCHAMAI、Sandy Chia-HuaCheng・Reina Burkhalter、王イカン

### 第七回大会
- 最終審査開催日：2018年11月18日
- 最終審査会場：ゲートシティ大崎
- 地方・海外大会、イベント：鳥取、近畿（京都）、九州（熊本）、洗足学園音楽大学（川崎）
- アフレコ審査課題作品：つうかあ
- ゲスト等：山口勝平、中谷一博、林りんこ、石川光太郎（MC）、古賀葵
- 審査員：長崎行男、倉田雅世、西名武、南沢道義、野口和紀、百田英生

#### 受賞者

##### 声優部門 国内カテゴリー
- 最優秀賞：籔根歩美[7]
- 優秀賞：田中しおり、山岡琳
- 特別賞：寺原成美
- 入賞：石沢翼、大城夏海、奥村夏生、上遠野竜也、西城優里、佐々木碧流、菅原愛実、高山智帆、野村介聖、松岡カレンジョイ、本泉昂起、山口夏凜、山口久玲愛、横山稔里、梅山紗弥加

##### 声優部門 インターナショナルカテゴリー
- 優秀賞：李相垠（韓国）、Dellepiane Miguel（アルゼンチン）、洪羽函（その他の地域）

### 第八回大会
- 最終審査開催日：2019年11月17日
- 最終審査会場：ゲートシティ大崎
- 地方・海外大会、イベント：鳥取、近畿（京都）、中部（飯田）、洗足学園音楽大学（川崎）
- アフレコ審査課題作品：SHOW BY ROCK!!
- ゲスト等：中谷一博、石川光太郎（司会）、堤雪菜（アシスタント）
- 審査員：長崎行男、倉田雅世、西名武、南沢道義、竹内宏彰、百田英生

#### 受賞者

##### 声優部門 国内カテゴリー
- 最優秀賞：田中苑希[8]
- 優秀賞：金光このぶ、西川真由
- 入賞：市川紗希、今村歩、内野あすみ、遠藤桃伽、大原きらり、窪田真菜、近藤匠、澤田京伽、塩崎七海、荘司桃香、髙橋果恋、竹尾勇祐、中井乙葉、野村介聖、平井沙也加、、府川優月、渡辺帆南

##### 声優部門 インターナショナルカテゴリー
- 優秀賞：朱恩永（韓国）、HewJowen（マレーシア）、李詩蘋（香港）

### 第九回、第十回大会
コロナ禍の影響により休止となった。なお、休止になった2020年、2021年に声優魂鳥取大会は継続開催されていた。

### 第11回大会
- 最終審査開催日：2022年12月4日
- 最終審査会場：あうるすぽっと（豊島区立舞台芸術交流センター）
- 地方・海外大会・イベント：鳥取、洗足学園音楽大学
- アフレコ審査課題作品：「異世界はスマートフォンとともに。」
- MC、ゲスト等：石川光太郎（司会）、福緒唯（表彰式アシスタント）
- 審査員：水島裕、倉田雅世、西名武、南沢道義、竹内宏彰、百田英生

#### 受賞者

##### 声優部門 国内カテゴリー
- 最優秀賞：佐藤芽佳
- 優秀賞：田中杏里[10]、能美時華
- 入賞：赤木那菜、赤阪理菜、久保田玲実、鈴木彩夏、鈴木優香、高橋未由憂、永井亨明、永瀬遥、野村真由、平野将生、村上央依、安平光

##### 声優部門 インターナショナルカテゴリー
- 優秀賞：アメミヤロバート弘希（アメリカ）、朱恩永（韓国/東京）、潘慧雯（中国/東京）

### 第12回大会
- 最終審査開催日：2023年11月19日
- 最終審査会場：あうるすぽっと（豊島区立舞台芸術交流センター）
- 地方・海外大会・イベント：鳥取、北海道、洗足学園音楽大学
- アフレコ審査課題作品：「異世界はスマートフォンとともに。2」
- MC、ゲスト等：石川光太郎（司会）、高木美佑（表彰式アシスタント）
- 審査員：水島裕、倉田雅世、佐藤淳、西名武、南沢道義、竹内宏彰、百田英生

#### 受賞者

##### 声優部門 国内カテゴリー
- 最優秀賞：溝口あいか
- 優秀賞：鈴木優香、高橋拓未
- 入賞：井川彩音、大島圭人、加藤桜歩、川西風花、駒村優奈、佐藤心花、篠原里花、新里梨真、田中杏里、谷村文嘉、永井亨明、中来田夢花、村山悠馬、横山果乃、吉田友美

##### 声優部門 インターナショナルカテゴリー
- 優秀賞：千田可宥（韓国）、チュンフン カサンドラ（オーストラリア）

### 第13回大会
- 最終審査開催日：2024年11月17日
- 最終審査会場：あうるすぽっと（豊島区立舞台芸術交流センター）
- 地方・海外大会・イベント：鳥取、北海道、洗足学園音楽大学
- アフレコ審査課題作品：「この素晴らしい世界に祝福を!3」
- MC、ゲスト等：石川光太郎（司会）、籔根依泉（表彰式アシスタント）
- 審査員：水島裕、倉田雅世、佐藤淳、西名武、南沢道義、竹内宏彰、百田英生

#### 受賞者

##### 国内カテゴリー
- 最優秀賞：鈴木碧桜
- 優秀賞：池田葵、松下響
- 入賞：井川佳⾳、稲葉権、岩田佳純、内村美友、江口愛美、川⼝莉央、菅藤瑠乃、久保⽥玲実、河野雛華、⼩坪実優、鈴村ななみ、永井亨明、中川実⾳ 、中来⽥夢花、中島愛花⾥、松岡莉央、丸⼭琥珀、吉村浩太郎

##### インターナショナルカテゴリー
・優秀賞：西真名佳（アメリカ）、LAM KA MING（中国）、LAM KA MING(オーストラリア)

## 地方大会
地方大会は、開催地元の地方自治体、商店街などの主催者により実施されている、主に一般の中高生を対象とする声優コンテスト。各大会の中高生の最優秀者は本大会の出場権を得ることができる。

### 概要
- 鳥取大会：第二回大会〜、開催地：鳥取県内。主催：鳥取県、企画運営：BSS山陰放送。
- 高知大会：第二回大会〜第四回大会、開催地：高知市。主催：こうちまんがフェスティバル実行委員会
- 関西大会：第三回大会〜、開催地：京都市。主催：京都国際マンガ・アニメフェア実行委員会、京都市。企画運営:京都コンピュータ学院・京都情報大学院大学。
- 大阪大会：第三回大会〜第四回大会、開催地：大阪市。主催：大阪エンタテインメントデザイン専門学校[11]
- 九州大会：第三回大会〜第七回大会、開催地：熊本市。主催：熊本市新市街商店街振興組合、一般社団法人ボイスアクション。第六回大会までは熊本大会の名称で開催。
- 掛川大会：第四回大会、開催地：掛川市。主催：かけがわポップカルチャーサミット実行委員会。運営：かけがわ街づくり株式会社
- 東北大会：第四回大会〜第五回大会、開催地：仙台市。主催・企画：仙台アニメフェス実行委員会[12]
- 中部大会：第八回大会、開催地：飯田市。主催：飯田丘のまちフェスティバル実行委員会
- 北海道大会：第12回大会〜、開催地：小樽市、札幌市。主催：学校法人恭敬学園 北海道芸術高等学校

## 関連イベント
- 「声優魂への道＠洗足ラウンド」：洗足学園音楽大学声優アニメソングコースが主催する中高生向けの声優ワークショップ、国際声優育成協会との連携して2015年から開催されている。[13]

## ラジオ番組
- 「ラジオ声優魂　～多田啓太、若林由乃の後輩まるっと応援ラジオ～」：2017年からRakuten.FM OTARISほかにて毎月第1・第3水曜日の18:00～18:30でにて放送されていたWEBラジオ番組[14]。MCは、声優魂出身者の多田啓太、若林由乃。声優魂の情報などを話題の中心に番組は構成されていた。